# Mantsopa
Mantsopa – gmina w Republice Południowej Afryki, w prowincji Wolne Państwo, w dystrykcie Thabo Mofutsanyane. Siedzibą administracyjną gminy jest Ladybrand.
Do 2011 roku Mantsopa należała do dystryktu Motheo.